# أومي مينامي
أومي مينامي (南央美 مينامي أومي) هي مؤدية أصوات يابانية ولدت في 13 يوليو 1968 في طوكيو.

## أدوارها في الأنمي

### مسلسلات أنمي تلفزيونية
- إكسل ساغا - هايات
- كود غياس: لولوش المتمرد - يوفيميا لي بريطانيا
- تيلز أوف إيتيرنيا ذي أنيميشن - ميردي
- كاراكوري كيدن هيو سنكي - يوكي
- سكرابد برنسس - إيروتي بورتشارد
- فروتس باسكت - ميغومي هاناجيما
- غوست هنت - مادوكا موري
- كيدي غريد - دفيرغ
- طوكيو ريفنز - كاراسو تنغو
- ريد غاردن - سوزان
- فتاة الجحيم - نينا
- جان x سورد - يوانا
- شوغو كارا! - سوزوكي

### أوفا أنمي
- فانتوم: ريكوييم فور ذا فانتوم - آين
- كارنفال فانتازم - ساتسكي يوميزوكا

### أفلام أنمي
- أغيتو ذو الشعر الفضي - مينكا

## أدوارها في ألعاب الفيديو
- تيلز أوف إيتيرنيا - ميردي
- تيلز أوف ذا وورلد: ريف يونايتيا - ميردي
- بروجكت X زون 2 - شاومو

## أدوارها في الدبلجة اليابانية
- الجاسوسات - أليكس

## وصلات خارجية
- أومي مينامي على موقع IMDb (الإنجليزية)
- أومي مينامي على موقع ميوزك برينز (الإنجليزية)
- أومي مينامي على موقع قاعدة بيانات الفيلم (الإنجليزية)
- أومي مينامي على موقع ANN person (الإنجليزية)